# Kallithéa (Héraklion)
Kallithéa, en grec moderne : Καλλιθέα, est un village du dème de Héraklion, dans le district régional de Héraklion, de la Crète, en Grèce. Selon le recensement de 2001, la population de Kallithéa compte 1 606 habitants.
Le village est situé à une altitude de 130 m, en banlieue de Néa Alikarnassós, à l'est de Héraklion. Il est implanté dans la vallée de la rivière Katsambá, à l'est des ruines de Cnossos, sur le versant ouest de la colline du prophète Élie.